# Versalles (Valle del Cauca)
Pour les articles homonymes, voir Versalles.
Versalles est une municipalité située dans le département de Valle del Cauca, en Colombie.